# La Baume-d’Hostun
La Baume-d’Hostun település Franciaországban, Drôme megyében. Lakosainak száma 594 fő (2022. január 1.). La Baume-d’Hostun Eymeux, Hostun, Rochechinard, Saint-Nazaire-en-Royans, Saint-Lattier és Saint-Hilaire-du-Rosier községekkel határos.

## Népesség
A település népességének változása:
| Lakosok száma | 241  | 250  | 324  | 455  | 569  | 562  | 571  | 576  | 592  | 594  |
|               | 1968 | 1982 | 1990 | 2006 | 2013 | 2015 | 2017 | 2019 | 2020 | 2022 |